# Zdarzenie niepożądane
Zdarzenie niepożądane – każde zdarzenie natury medycznej wywołujące negatywne skutki u pacjenta lub uczestnika badania klinicznego, któremu podano produkt leczniczy lub badany produkt leczniczy albo badany produkt leczniczy weterynaryjny, chociażby nie miało związku przyczynowego ze stosowaniem tego produktu.